# Ptecticus eximius
Ptecticus eximius är en tvåvingeart som beskrevs av Daniels 1979. Ptecticus eximius ingår i släktet Ptecticus och familjen vapenflugor. Inga underarter finns listade i Catalogue of Life.